# هينريتش نيل
هينريتش نيل (بالألمانية: Heinrich Neal)‏ هو ملحن ألماني، ولد في 11 سبتمبر 1870، وتوفي في 1940.

## وصلات خارجية
- هينريتش نيل على موقع ميوزك برينز (الإنجليزية)